# Prasinocyma nonyma
Prasinocyma nonyma là một loài bướm đêm trong họ Geometridae.